# 134402 Ieshimatoshiaki
134402 Ieshimatoshiaki este un asteroid din centura principală de asteroizi.

## Descriere
134402 Ieshimatoshiaki este un asteroid din centura principală de asteroizi. A fost descoperit pe 1 septembrie 1997 la Yatsuka de Hiroshi Abe (astronom). Asteroidul prezintă o orbită caracterizată de o semiaxă mare de 2,65 ua, o excentricitate de 0,19 și o înclinație de 3,3° în raport cu ecliptica.